# 寿し常
株式会社寿し常（すしつね）は、寿司店「寿し常」を運営する日本の企業。東京一番フーズの子会社。

## 概要
株式会社豊田が運営する「寿し常」は、同業者間の競争や新型コロナウイルス感染症の世界的流行などで
業績が悪化した。
2020年5月に東京一番フーズは、豊田から一部事業を譲受する受け皿会社としてプロジェクトスミレを設立する。6月1日にプロジェクトスミレは、豊田が運営する37店舗の26店舗を譲受し、商号を株式会社寿し常へ変更して本社を大塚寿し常本店内に置く。
東京一番フーズは、事業譲受でグループ連携強化、グループ外飲食業者へ水産物販売などを図る。

## 沿革
- 2020年
  - 5月 - 株式会社プロジェクトスミレを設立。
  - 6月1日 - 株式会社豊田から26店舗を譲受し、商号を株式会社寿し常へ変更。

## 店舗
営業している店舗は店舗案内を参照。